# Еторе Месина
Еторе Месина (итал. Ettore Messina; рођен 30. септембра 1959, Катанија на Сицилији, Италија) је италијански кошаркашки тренер. Тренутно је тренер Олимпије из Милана.

## Тренерска каријера
Тренерску каријеру започео је већ са 17. година када је водио јуниоре КК Рејер Венеција (1976-1980). КК Суперга Местре ангажовала га за јуниорског тренера (1980-1982) а неколико година касније постао је помоћни тренер у екипи Удина где је сарађивао са тренером Масимом Мањаном. Године 1983. прелази у КК Виртус Болоња где је радио као помоћни тренер и тренер јуниорске екипе, у том периоду три пута је проглашен за јуниорског тренера године (1984, 1985, 1986). Сарађивао је са тренерима Сандром Гамбом, Албертом Бучијем и Бобијем Хилом кога је и наследио на месту првог тренера пред почетак сезоне 1989/90.
Прву сезону као главни тренер Виртуса памтиће по освојеном Купу Италије и освојеном првом европском трофеју за КК Виртус, победник Купа купова. После успешне сезоне 1992/93. када је освојио шампионат Италије и поново Куп Италије, Месина је именован за првог тренера репрезентације Италије са којом је освојио сребрну медаљу на Европском првенству 1997. у Барселони. Са репрезентацијом Италије освојио је и златну медаљу на Медитеранским играма 1993. године и сребрну медаљу на Играма добре воље у САД, 1994. године.
Повратак у Болоњу означио је почетак нових успеха: 1998. године освојена је Евролига и првенство Италије; 1999. године освојен Куп Италије; 2001. година, ремек дело, освојена титула првака Италије, освојена Евролига и поново Куп Италије; 2002. године осваја последњи трофеј са екипом из Болоње, победом над КК Монтепаски из Сијене поново осваја Куп Италије. У првој сезони као тренер Бенетона из Тревиза (2002/03) осваја првенство Италије, Куп Италије, Суперкуп Италије и финалиста је Евролиге. Касније је освојио још два Купа са Бенетоном.
У јуну 2005. поствљен је за тренера московског ЦСКА. Са њима проводи наредне четири сезоне и доводи клуб до четири узастопна Евролигашка финала, две титуле првака Европе, четири титуле првака Русије и два наслова у Купу Русије. У јуну 2009. је постављен за тренера мадридског Реала и са њима се задржао до марта 2011. када је поднео оставку. У сезони 2011/12. је радио као стручни консултант у Лос Анђелес лејкерсима. Након тога је поново две сезоне радио као тренер московског ЦСКА. У свом другом мандату са ЦСКА је по два пута освојио Првенство Русије и ВТБ јунајтед лигу. Такође је два пута довео тим до фајнал фора Евролиге али је оба пута елиминисан у полуфиналу. Од 2014. до 2019. године је радио као помоћни тренер у Сан Антонио спарсима.

## Тренерски успеси

### Клупски
- Виртус Болоња:
  - Евролига (2): 1997/98, 2000/01.
  - Куп победника купова (1): 1989/90.
  - Првенство Италије (3): 1992/93, 1997/98, 2000/01.
  - Куп Италије (4): 1990, 1999, 2001, 2002.

- Бенетон:
  - Првенство Италије (1): 2002/03.
  - Куп Италије (3): 2003, 2004, 2005.
  - Суперкуп Италије (1): 2002.

- ЦСКА Москва:
  - Евролига (2): 2005/06, 2007/08.
  - Суперлига Русије (4): 2005/06, 2006/07, 2007/08, 2008/09.
  - ПБЛ лига (2): 2012/13, 2013/14.
  - ВТБ јунајтед лига (3): 2008, 2012/13, 2013/14.
  - Куп Русије (2): 2006, 2007.

- Олимпија Милано:
  - Првенство Италије (3): 2021/22, 2022/23, 2023/24.
  - Куп Италије (2): 2021, 2022.
  - Суперкуп Италије (1): 2020.

### Репрезентативни
- Медитеранске игре:  1993.
- Европско првенство:  1997.

### Појединачни
- Тренер године Евролиге (2): 2005/06, 2007/08.